# Piero Sacerdoti
Piero Sacerdoti (Milan, 6 décembre 1905 – Saint-Moritz, 30 décembre 1966) a été un assureur et un professeur universitaire italien, directeur général de la Riunione Adriatica di Sicurtà à Milan de 1949 à sa mort.

## Biographie
Piero Sacerdoti est le fils de l’ingénieur Nino Sacerdoti et de Margherita Donati, fille de Lazzaro Donati. Après l'obtention de son baccalauréat au Lycée Parini de Milan, il obtient une maîtrise avec mention de la faculté de droit de Milan suivi d'une thèse en droit administratif qui a pour sujet l’association syndicale dans le droit italien, imprimée par les Edizioni Lavoro en 1928.
En 1929, il réussit les examens d’avoué et en 1931 il obtint le droit d’enseigner le droit du Travail après la publication de l’association syndicale dans le droit public allemand. Il est membre du PNF jusqu’en 1933.
En 1928, il entre dans la compagnie Assicuratrice Italiana du groupe RAS (Riunione Adriatica di Sicurtà actuellement filiale de Allianz)  et publie deux articles dans le journal de Milan Il Sole sur la situation financière allemande. En 1933, la compagnie le nomme directeur adjoint et lui confie le développement du travail extérieur qui comprend l’Espagne, la Suisse, la France et la Belgique.
L’administrateur délégué de la RAS Arnoldo Frigessi di Rattalma le nomme en 1936 directeur de la Protectrice –Accidents et de la Protectrice Vie de Paris, contrôlées  par la RAS. En 1940, après l’occupation allemande de Paris, la direction du groupe Protectrice se déplace à Marseille, et en février 1943 à Nice alors sous occupation italienne quand les Allemands occupent le Sud de la France.

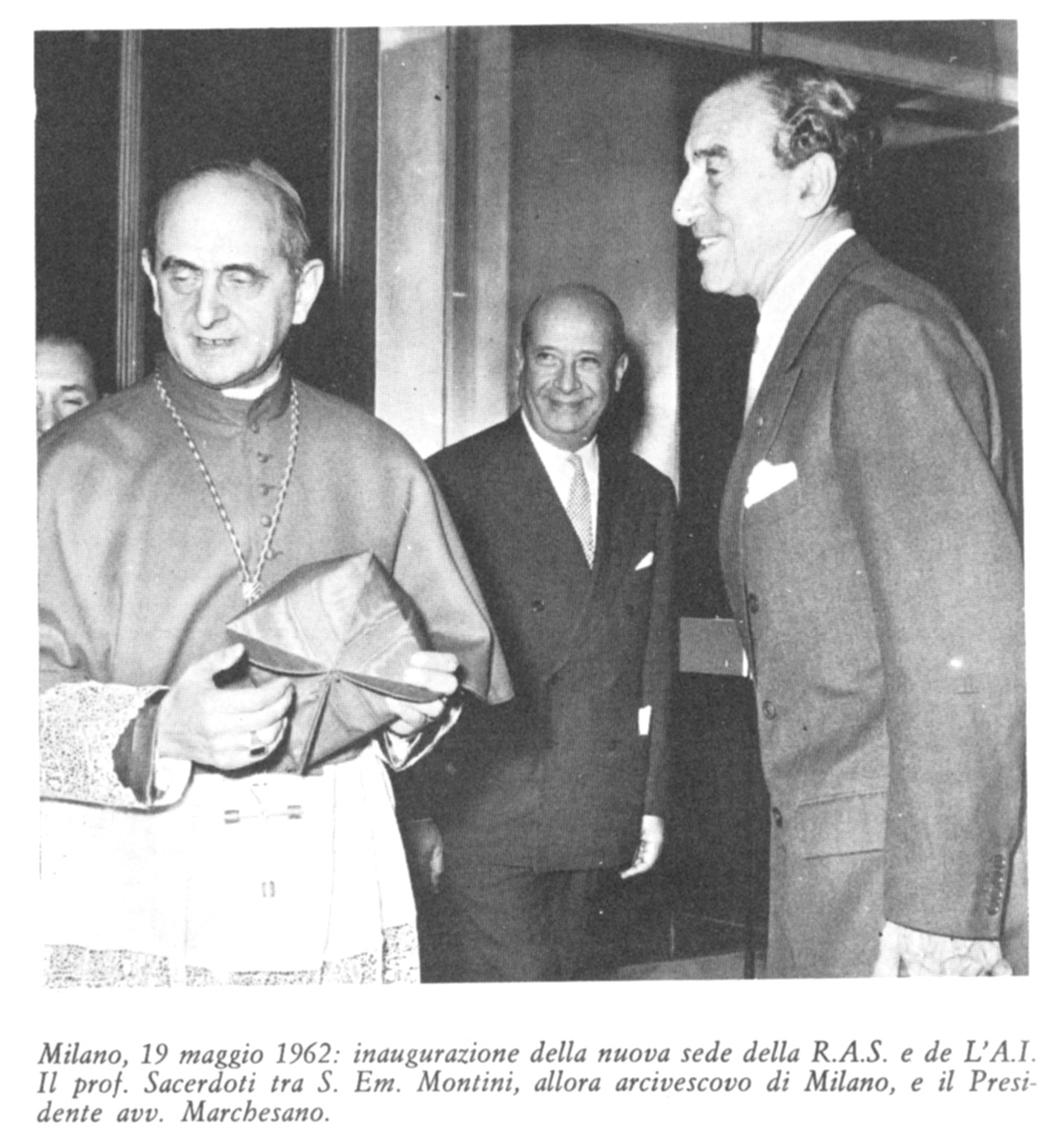

Le 14 août 1940, il se marie à Marseille avec Ilse Klein, fille de Siegmund Klein, avec qui il a quatre enfants. Il a pour témoin Angelo Donati.

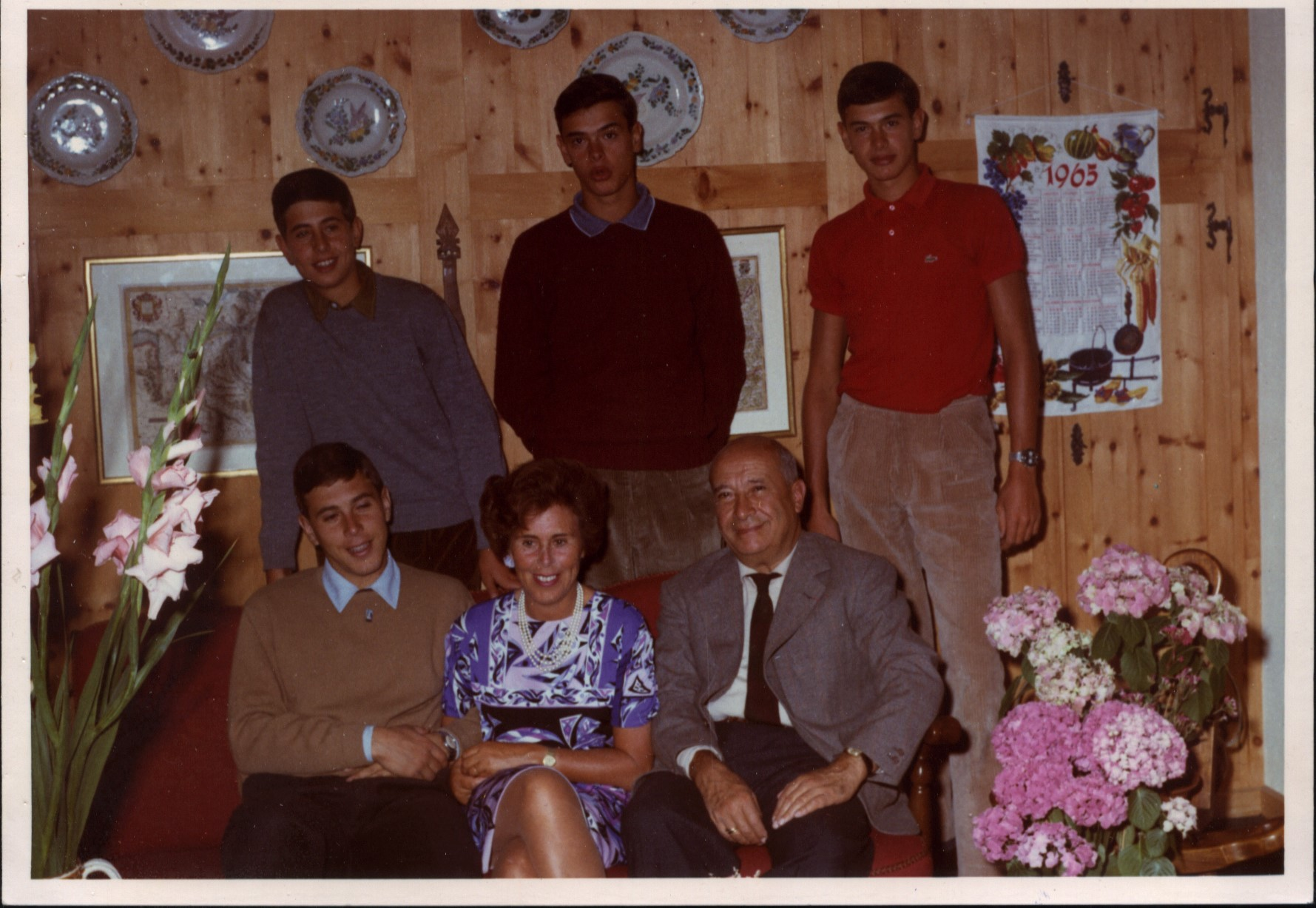
Piero Sacerdoti avec sa famille le 14 Aout 1965 pour le vingt-cinquième anniversaire de mariage

Après le 8 septembre 1943, poursuivi par les nazis en raison de sa confession juive, il réussit à se réfugier avec sa femme Ilse, son fils Giorgio et ses parents en Suisse.
À Genève, il donne des leçons de droit administratif italien dans les cours organisés par l’université de Genève pour les étudiants italiens réfugiés en Suisse après l’armistice italien. L'université rassemble d'importants enseignants italiens tels que Luigi Einaudi (politique économique et financière), Gustavo del Vecchio (institutions en économie politique), Francesco Carnelutti (théorie générale du droit), Amintore Fanfani (histoire économique), Donato  Donati (droit constitutionnel italien).
Après la libération de Paris en 1945, il rentre en France et reprend son poste de travail à la Protectrice, qui a pris de l'importance, se situant juste après les sociétés d’assurance française nationalisées.
En 1949, à l’âge de 43 ans, Sacerdoti est nommé Directeur Général de la RAS à Milan.
Il est à l'origine de l'informatisation de la société et du transfert du siège de via Manzoni vers le corso Italia dans un bâtiment réalisé par les architectes Gio Ponti et Piero Portaluppi, et inauguré par l’archevêque Montini qui deviendra le pape Paul VI) le 19 mai 1962.
Le nouveau siège de la RAS est l'un des premiers sièges de banque et d'assurance construits après la guerre et il est un exemple d'architecture de bâtiments administratifs comme ceux de Montecatini, Edison, de la Rai et du gratte-ciel Pirelli réalisés par Gio Ponti.
En 1954 il est appelé à la chaire de droit du travail à l’université de Milan, charge qu’il laisse en 1964.
En 1963 Sacerdoti donne naissance à la «Compagnie des Cinq Continents» qui ouvre de nouveaux bureaux.
Piero Sacerdoti est défini par la revue française L’Argus « assureur d’esprit européen et renommée mondiale ».
Il est l'un des initiateurs en 1953 et membres du Comité Européen des Assurances (CEA), destiné à représenter les intérêts de l’industrie européenne. Il est un défenseur de la libéralisation des services et de la solvabilité des entreprises.
Il étudie à partir de 1957 les risques auprès de tiers de l’exploitation de l’énergie nucléaire et participe aux travaux de l'OECE (Organisation Européenne pour la Coopération Économique) pour l’élaboration d’une convention internationale signée en 1960 destinée à éviter les différences juridiques entre les différents pays européens.
Sacerdoti meurt en 1966 d'un infarctus,.
Ses publications et documents relatifs à son activité professionnelle ont été donnés par la famille à la Fondazione Mansutti de Milan, qui les a catalogués et les met à la disposition des chercheurs.
Les enfants de Piero Sacerdoti ont demandé en 2021 à la Ville de Milan de nommer la place située à l’intersection de la Via Santa Sofia et du Corso Italia en l’honneur de leur père. Cette place se trouve en face de l’ancien grand siège de la RAS. Le Conseil municipal a approuvé, le 27 décembre 2025, la dénomination de la place en « Largo Piero Sacerdoti » à l’issue des travaux de la station S. Sofia de la ligne 4 du métro . La cérémonie d’inauguration s'est déroulée le 11 juin 2025. L’entrée de l’immeuble donnant sur la place—aujourd’hui propriété de la compagnie d’assurance Allianz, qui a intégré le groupe RAS dans les années 1980, et loué à la société de conseil Deloitte pour son nouveau siège—portera l’adresse Largo Piero Sacerdoti 1.